# Maurício Tapajós
Maurício Tapajós Gomes (Rio de Janeiro, 27 de dezembro de 1943 — Rio de Janeiro, 21 de abril de 1995), ou simplesmente Maurício Tapajós, foi um compositor, instrumentista, cantor e produtor musical brasileiro.

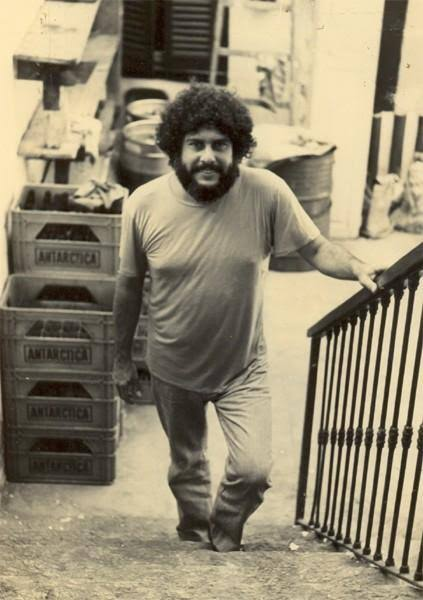
Foto do cantor Maurício Tapajós

Era filho de Paulo Tapajós e de dona Norma Tapajós e irmão de Paulinho Tapajós e Dorinha Tapajós.

## Carreira
É autor de grandes sucessos da música brasileira, em parcerias com Paulo César Pinheiro, Aldir Blanc e Hermínio Bello de Carvalho. Suas canções foram gravadas por intérpretes como Elis Regina ("Querelas do Brasil"), Simone ("Tô Voltando"), Clara Nunes ("Quem Me Dera", "Perdão", "À Flor da Pele"), Ataulpho Alves Jr. ("À Procura da Felicidade"), MPB4 ("Jangada", "Luta Danada", "De Repente — Pesadelo"), Beth Carvalho ("Agora é Portela 74"), Ivan Lins ("Aparecida"), Alaíde Costa ("Calçadas"), Milton Nascimento ("Carro de Boi"), Marília Barbosa ("Colcha de Retalhos"), Emílio Santiago ("Dama da Noite"), Claudette Soares ("De Palavra em Palavra"), Dóris Monteiro ("Mudando de Conversa"), Chico Buarque ("Pesadelo"), entre outros.